# Communauté de communes de la Roche de Gourdon
La communauté de communes de la Roche de Gourdon est une ancienne communauté de communes française, située dans le département de l'Ardèche.

## Composition
Avant sa dissolution, elle était composée de 4 communes :
| Nom                       | Code Insee | Gentilé               | Superficie (km2) | Population (dernière pop. légale) | Densité (hab./km2) |
| ------------------------- | ---------- | --------------------- | ---------------- | --------------------------------- | ------------------ |
| Gourdon (siège)           | 07098      | Gourdonnais           | 12,84            | 92 (2014)                         | 7,2                |
| Ajoux                     | 07004      | Ajouxois              | 12,20            | 84 (2014)                         | 6,9                |
| Saint-Étienne-de-Boulogne | 07230      | Stéphanois-Boulonnais | 14,97            | 388 (2014)                        | 26                 |
| Saint-Michel-de-Boulogne  | 07277      |                       | 7,53             | 149 (2014)                        | 20                 |

## Historique
La communauté de communes est dissoute au 30 décembre 2013 ; Gourdon et Ajoux rejoignent la communauté d'agglomération Privas Centre Ardèche créée le 31 décembre 2013 alors que Saint-Étienne-de-Boulogne et Saint-Michel-de-Boulogne intègrent la communauté de communes du Pays d'Aubenas-Vals le 1er janvier 2014.

## Sources
- Base Nationale de l'Intercommunalité
- Splaf
- Base aspic